# Steven Sater
Steven Sater (Evansville, ...) è un poeta, drammaturgo e sceneggiatore statunitense.

## Biografia
Nato nell'Indiana, ha studiato alla Washington University, dove è stato vittima di un incendio. Per salvarsi è saltato dal balcone di un edificio, riportando lesioni alla colonna vertebrale e agli arti, con ferite e ustioni. Dopo vari mesi di convalescenza si riprese e andò a studiare letteratura inglese e classica all'Università di Princeton.
Dopo essersi laureato, si trasferisce a New York, dove inizia a lavorare come agente letterario ed inizia a scrivere commedie. In quel periodo è entrato a far parte della Soka Gakkai, un'organizzazione laico buddista, dove conobbe la moglie Lori e il cantautore Duncan Sheik, con il quale ha instaurato un prolifico sodalizio artistico.
Dopo opere come Perfect for You, Doll e Carbondale Dreams, quest'ultimo rappresentato a lungo off-Broadway, inizia la collaborazione con Sheik per la commedia Umbrage. In seguito collabora al terzo album in studio di Duncan Sheik, Phantom Moon, nella stesura dei testi e nella produzione. Negli anni seguenti realizza le opere teatrali Nero ( Another Golden Rome) e The Nightingale.
La coppia artistica Sater-Sheik dà vita al musical rock Spring Awakening, basato sul controverso Risveglio di primavera del drammaturgo tedesco Frank Wedekind. Il musical vince numerosi Tony Awards e Sater vince il premio per il miglior libretto di un musical e per la migliore colonna sonora come autore dei testi, inoltre vince un Drama Desk Awards. Spring Awakening è stato un musical di grande successo negli Stati Uniti, venendo in seguito rappresentato a Londra e in diciotto paesi in tutto il mondo, compresa l'Europa, l'Asia e il Sud America.
Sater ha collaborato con il cantante dei System of a Down Serj Tankian ad un musical basato sulla tragedia greca Prometeo incatenato (in greco antico Προμηθεύς δεσμώτης, Promethéus desmòtes); inoltre, sempre con Tankian, ha composto i testi di Weave On e di Distant Thing, rispettivamente presenti negli album Harakiri (2012) e in Jazz-Iz-Christ (2013).
Assieme a Duncan Sheik ha scritto due canzoni per il film Una casa alla fine del mondo e per altre produzioni indipendenti come The Cake Eaters e Brother's Shadow.
Sater lavora anche come paroliere, collaborando con diversi compositori della scena musicale pop rock, come Burt Bacharach, Johnny Mandel, Andreas Carlsson e William Joseph. Sater e Bacharach sono autori di Every Other Hour, diventata in italiano Come in ogni ora e portata in gara al Festival di Sanremo 2009 da Karima.